# Кнут Велики
Кнут I Велики (на датски: Knud den Store; на английски: Canute the Great) е крал на Англия (от 1016 г.), крал на Дания (от 1018 г.), крал на Норвегия (от 1028 г.), представител на династията Горма.
Син е на датския крал Свен I и на Зигрид Надменната. Брат на Харалд II Датски. При неговото управление е поставено началото на рицарството в Дания. Започва и регулираното сечене на монети. Той успява да създаде обширна държава, която обаче скоро след смъртта му се разпада.